# Rian Johnson
Rian Craig Johnson (Silver Spring, Maryland, 1973. december 17. –) amerikai filmrendező és forgatókönyvíró. Az első egész estés filmje a Beépülve különdíjat nyert a 2005-ös Sundance Filmfesztiválon. Ismertebb rendezései közé tartozik még a 2008-as The Brothers Bloom - Szélhámos fivérek című vígjáték, a 2012-ben bemutatott Looper – A jövő gyilkosa című sci-fi thriller, a Star Wars: Az utolsó Jedik című űropera, valamint a Tőrbe ejtve című krimi, melynek forgatókönyvéért Oscar-díjra jelölték.
Filmjei mellett három epizódot is rendezett az AMC Breaking Bad – Totál szívás című sorozatában. Az általa rendezett Breaking Bad epizódokat a sorozat legjobb részei között tartják számon a kritikusok. Az Ötvenegy címet viselő epizódért 2013-ban elnyerte az Amerikai Rendezők Céhének díját kiemelkedő rendezésért dráma sorozatban kategóriában.

## Élete

### Ifjúkora
Rian Johnson 1973. december 17.-én született Silver Spring, Marylandben. Ifjúkorát Denverben, Colorado államban, majd San Clementében, Kalifornia államban töltötte. 1992-ben végzett a kaliforniai San Clemente High Schoolban, ahol első filmjét a Beépülvét forgatta. 1996-ban végzett a dél-kaliforniai egyetem filmművészeti szakán. Első rövidfilmje, amely az Evil Demon Golfball from Hell!!! címet viseli Edgar Allan Poe Az áruló szív című novelláján alapul, és easter eggként szerepel a Looper – A jövő gyilkosa című film bluray kiadásán.

### Pályafutása
Johnson elmondása szerint az Annie Hall című film volt az, amely a filmkészítés felé terelte, hiszen elmondása szerint ezen film újításai és érzelmei annyira megfogták, hogy ő maga is reménykedik, hogy egyszer majd ilyen filmet tud készíteni.
Első egész estés filmje a Beépülve volt, amely kevesebb mint 500 ezer dollárból készült. A film nyelvezetéhez inspirációként szolgáltak Dashiell Hammett regényei. A film egyes vélemények szerint a film noir stílusjegyeit hordozza, de Johnson kiemelte, hogy nem volt célja ebben a stílusban alkotni, hiszen valami eredetit és újat szeretett volna mutatni a filmmel. A filmet DVD-n a Focus Features adta ki.
Johnson rendezte a The Mountain Goats együttes "Woke Up New" című dalának videóklipjét 2006-ban. 2009-ben szintén rendezett egy filmet, amelyben a banda énekese John Darnielle adja elő a The Life of the World to Come című albumon található dalaikat. A filmet New Yorkban, Chicagoban, Seattleben és Portlandben is bemutatták, majd DVD-n is kiadták.  

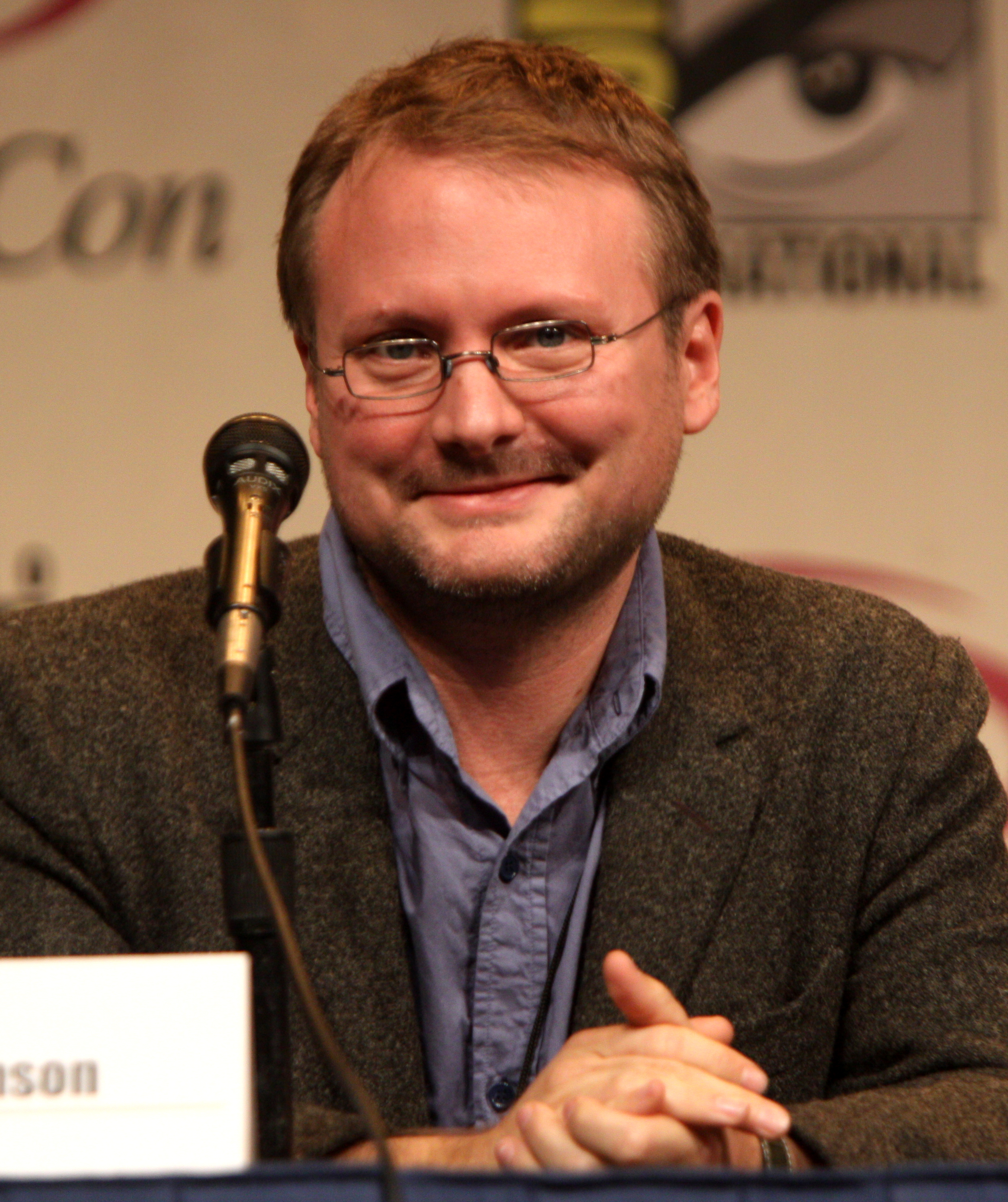
Johnson 2012-ben.

Második filmje a The Brothers Bloom - Szélhámos fivérek című vígjáték volt, melynek bemutatója 2009 májusában volt, majd később a Summit Entertainment kiadta a filmet DVD-n is.
Harmadik filmje a Looper – A jövő gyilkosa című sci-fi akciófilm volt, melynek bemutatója 2012. szeptember 28-án volt, a filmet a TriStar Pictures forgalmazta és gyártotta együttműködésben a FilmDistricttel. A cselekmény a nem túl távoli jövőben játszódik, ahol a maffia kihasználja a feketepiacokon mindennapossá vált időutazást arra, hogy embereket végezzen ki. A filmet bemutatták a 2012-es Torontói Nemzetközi Filmfesztiválon, valamint a 2012-es Palo Alto Nemzetközi Filmfesztiválon is. A Looper váratlan sikereket hozott a mozikban.
Johnson több rövidfilmet is készített, melyek közül honlapján több is elérhető. Ezen rövidfilmek egyes egész estés filmjeinek DVD kiadásainak extrái között is megtalálhatók. 2002-ben rendezett egy rövidfilmet The Psychology of Dream Analysis címmel, amelyet meg lehet tekinteni a Vimeo oldalán.
2009-ben ő rendezte a Kutyákok című sorozat Manifest Destiny című epizódját.
2010 márciusában Johnson bejelentette, hogy ő fogja rendezni a Breaking Bad – Totál szívás című sorozat harmadik évadának tizedik epizódját, melynek címe A légy volt. Az epizód 2010. május 23-án került adásba. Később egy újabb epizódot is rendezett a sorozatban, ez az ötödik évad negyedik epizódja volt, amely az Ötvenegy címet kapta, ennek bemutatója 2012. augusztus 5-én volt. Ezzel az epizóddal elnyerte az Amerikai Rendezők Céhének
díját.  Ebben az évadban a tizennegyedik epizódot is ő rendezte, ennek címe A bukás szele volt. A részt nem sokkal a bemutatása után az egyik legjobb tévében leadott epizódként tartották számon.
2015. március 12-én Rian Johnson bejelentette, hogy ő fogja írni és rendezni a Star Wars nyolcadik epizódját, amely Az utolsó Jedik címet kapta. A filmet 2017. december 14-én mutatták be a hazai mozik.
Colin Trevorrow távozása után a Lucasfilm Johnsonnak ajánlotta fel a Star Wars IX. epizódjának írói és rendezői székét, de a rendező ezt az ajánlatot visszautasította. 2017. november 9-én a Lucasfilm bejelentette, hogy Johnson egy új trilógiát fog készíteni a Star Wars világában, de ezen filmek nem a Skywalker-saga szereplőiről fognak szólni.
Johnson ötödik filmje a Tőrbe ejtve című krimi volt, melynek főszerepét Daniel Craig alakítította.
2019 szeptemberében Johnson és producere Ram Bergman megalapította a T-Street nevű céget, amely eredeti ötleteken alapuló filmeket és televíziós tartalmakat készít. A rendező bejelentette, hogy a saját filmjeit is ezen a cégen keresztül szeretné elkészíteni a jövőben.
A Tőrbe ejtve sikerét követően a Lionsgate hivatalosan is megerősítette, hogy hamarosan egy újabb filmet készít a rendező Benoit Blanc nyomozó főszereplésével.

### Magánélete
A filmkészítés mellett Johnson énekel és bendzsón játszik, néhány dala megtalálható a honlapján is. Testvére Aaron Johnson zenei producer, unokatestvére Nathan Johnson, aki a Beépülve, a Brothers Bloom - Szélhámos fivérek és a Looper – A jövő gyilkosa című filmjeinek a zenéjét szerezte.
2011 óta él kapcsolatban Karina Longworth forgatókönyvíróval, akit 2018. november 27-én feleségül is vett.

## Munkái

### Filmek
| Év   | Cím                                                     | Rendező | Író  | Egyéb                  | Megjegyzés                |
| ---- | ------------------------------------------------------- | ------- | ---- | ---------------------- | ------------------------- |
| 1995 | Omaha                                                   | Nem     | Nem  | produkciós asszisztens |                           |
| 1996 | Evil Demon Golfball from Hell!!!                        | Igen    | Igen | vágó                   | rövidfilm                 |
| 1997 | Greater Than a Tiger                                    | Nem     | Nem  | vágó                   | rövidfilm                 |
| 1998 | Phyfutima                                               | Nem     | Nem  | kameraman              | rövidfilm                 |
| 2001 | Ben Boyer and the Phenomenology of Automobile Marketing | Igen    | Nem  | Nem                    | rövidfilm                 |
| 2002 | The Psychology of Dream Analysis                        | Igen    | Igen | Nem                    |                           |
| 2002 | Frankenstein játékai                                    | Nem     | Nem  | vágó                   |                           |
| 2005 | Beépülve                                                | Igen    | Igen | vágó                   |                           |
| 2008 | Brothers Bloom - Szélhámos fivérek                      | Igen    | Igen | Nem                    |                           |
| 2012 | Looper – A jövő gyilkosa                                | Igen    | Igen | Nem                    |                           |
| 2016 | Zsivány Egyes – Egy Star Wars-történet                  | Nem     | Nem  | cameo                  | birodalmi technikus       |
| 2017 | Star Wars: Az utolsó Jedik                              | Igen    | Igen | cameo                  | Yasto Attsmun báró hangja |
| 2019 | Tőrbe ejtve                                             | Igen    | Igen | producer               |                           |
| 2022 | Tőrbe ejtve – Az üveghagyma                             | Igen    | Igen | producer               |                           |

### Televízió
| Év        | Cím                         | Rendező | Egyéb   | Epizód             | Megjegyzés   |
| --------- | --------------------------- | ------- | ------- | ------------------ | ------------ |
| 2009      | Kutyákok                    | Igen    | Nem     | "Manifest Destiny" |              |
| 2010–2013 | Breaking Bad – Totál szívás | Igen    | Nem     | "A légy"           |              |
| 2010–2013 | Breaking Bad – Totál szívás | Igen    | Nem     | "Ötvenegy"         |              |
| 2010–2013 | Breaking Bad – Totál szívás | Igen    | Nem     | "A bukás szele"    |              |
| 2015      | BoJack Horseman             | Nem     | színész | "Yes, And"         | Bryan (hang) |
| 2015      | BoJack Horseman             | Nem     | színész | "Out to Sea"       | Bryan (hang) |

### Videóklip
| Év   | Cím           | Előadó             |
| ---- | ------------- | ------------------ |
| 2008 | "Woke Up New" | The Mountain Goats |
| 2018 | "Oh Baby"     | LCD Soundsystem    |

## Díjak és jelölések
| Év   | Munka                       | Díj                                                                                         | Eredmény |
| ---- | --------------------------- | ------------------------------------------------------------------------------------------- | -------- |
| 2005 | Beépülve                    | Sundance Filmfesztivál különdíja eredeti elképzelésnek                                      | Elnyerte |
| 2005 | Beépülve                    | Sundance Filmfesztivál a zsűri nagydíja                                                     | Jelölve  |
| 2006 | Beépülve                    | BIFA-díj a legjobb külföldi független filmnek                                               | Elnyerte |
| 2006 | Beépülve                    | A Central Ohio Film Critics Association díja a legjobb eredeti forgatókönyvnek              | Elnyerte |
| 2006 | Beépülve                    | A Central Ohio Film Critics Association díja a legjobb elhanyagolt filmnek                  | Jelölve  |
| 2006 | Beépülve                    | Chicago-i Filmkritikusok díja a legígéretesebb rendezőnek                                   | Elnyerte |
| 2006 | Beépülve                    | Citizen Kane-díj a legjobb rendezői kinyilatkozásért                                        | Elnyerte |
| 2006 | Beépülve                    | Deauville Film Festival nagy különdíja                                                      | Elnyerte |
| 2006 | Beépülve                    | San Francisco-i filmkritikusok díja a legjobb eredeti forgatókönyvnek                       | Jelölve  |
| 2006 | Beépülve                    | Online Film Critics Society díja a legjobb breakthrough filmesnek                           | Jelölve  |
| 2007 | Beépülve                    | Empire-díj a legjobb férfi újoncnak                                                         | Jelölve  |
| 2012 | Looper – A jövő gyilkosa    | Austin-i Filmkritikusok Szövetségének díja a legjobb eredeti forgatókönyvnek                | Elnyerte |
| 2012 | Looper – A jövő gyilkosa    | Broadcast Filmkritikusok Szövetségének díja a legjobb forgatókönyvnek                       | Jelölve  |
| 2012 | Looper – A jövő gyilkosa    | Chicago-i Filmkritikusok díja a legjobb eredeti forgatókönyvnek                             | Jelölve  |
| 2012 | Looper – A jövő gyilkosa    | Florida-i Filmkritikusok díja a legjobb eredeti forgatókönyvnek                             | Elnyerte |
| 2012 | Looper – A jövő gyilkosa    | Houston-i Filmkritikusok díja a legjobb eredeti forgatókönyvnek                             | Jelölve  |
| 2012 | Looper – A jövő gyilkosa    | Hugo-díj a legjobb forgatókönyvnek (hosszú formátum)                                        | Jelölve  |
| 2012 | Looper – A jövő gyilkosa    | Las Vegas-i Filmkritikusok díja a legjobb forgatókönyvneknek                                | Elnyerte |
| 2012 | Looper – A jövő gyilkosa    | National Board of Review Award a legjobb eredeti forgatókönyvnek                            | Elnyerte |
| 2012 | Looper – A jövő gyilkosa    | Online Filmkritikusok díja a legjobb eredeti forgatókönyvnek                                | Jelölve  |
| 2012 | Looper – A jövő gyilkosa    | Washingtoni Filmkritikusok Szövetségének díja a legjobb eredeti forgatókönyvnek             | Elnyerte |
| 2012 | Looper – A jövő gyilkosa    | Utah-i Filmkritikusok Szövetségének díja a legjobb eredeti forgatókönyvnek                  | Jelölve  |
| 2013 | Looper – A jövő gyilkosa    | Amerikai Írók Céhének díja a legjobb eredeti forgatókönyvnek                                | Jelölve  |
| 2013 | Looper – A jövő gyilkosa    | Szaturnusz-díj a legjobb rendezőnek                                                         | Jelölve  |
| 2013 | Breaking Bad – Totál szívás | Amerikai Rendezők Céhének díja kiemelkedő rendezésért dráma sorozatban (Ötvenegy c. epizód) | Elnyerte |
| 2018 | Star Wars: Az utolsó Jedik  | Empire-díj a legjobb rendezőnek                                                             | Elnyerte |
| 2018 | Star Wars: Az utolsó Jedik  | Szaturnusz-díj a legjobb rendezőnek                                                         | Jelölve  |
| 2018 | Star Wars: Az utolsó Jedik  | Szaturnusz-díj a legjobb forgatókönyvnek                                                    | Elnyerte |
| 2018 | Star Wars: Az utolsó Jedik  | Hugo-díj a legjobb forgatókönyvnek (hosszú formátum)                                        | Jelölve  |
| 2018 | Star Wars: Az utolsó Jedik  | Circuit Community Awards for Honorable Mentions                                             | Elnyerte |
| 2018 | Star Wars: Az utolsó Jedik  | Denver-i Filmkritikusok Szövetségének díja a legjobb adaptált forgatókönyvnek               | Jelölve  |
| 2019 | Tőrbe ejtve                 | Fantastic Fest Közönség-díj                                                                 | Jelölve  |
| 2019 | Tőrbe ejtve                 | Philadelphia filmkritikusainak díja a legjobb filmnek                                       | Elnyerte |
| 2019 | Tőrbe ejtve                 | Philadelphia filmkritikusainak díja a legjobb forgatókönyvnek                               | Elnyerte |
| 2019 | Tőrbe ejtve                 | Washington DC környéki filmkritikusainak díja a legjobb eredeti forgatókönyvnek             | Jelölve  |
| 2019 | Tőrbe ejtve                 | San Diego filmkritikusainak díja a legjobb eredeti forgatókönyvnek                          | Jelölve  |
| 2019 | Tőrbe ejtve                 | Dublin filmkritikusainak díja a legjobb eredeti forgatókönyvnek                             | Jelölve  |
| 2019 | Tőrbe ejtve                 | Phoenix filmkritikusainak díja a legjobb forgatókönyvnek                                    | Elnyerte |
| 2019 | Tőrbe ejtve                 | Kansas város filmkritikusainak díja a legjobb eredeti forgatókönyvnek                       | Elnyerte |
| 2019 | Tőrbe ejtve                 | Oklahoma filmkritikusainak díja a legjobb eredeti forgatókönyvnek                           | Elnyerte |
| 2019 | Tőrbe ejtve                 | Seattle filmkritikusainak díja a legjobb forgatókönyvnek                                    | Jelölve  |
| 2019 | Tőrbe ejtve                 | San Francisco filmkritikusainak díja a legjobb eredeti forgatókönyvnek                      | Jelölve  |
| 2019 | Tőrbe ejtve                 | Phoenix filmkritikusainak díja a legjobb eredeti forgatókönyvnek                            | Elnyerte |
| 2019 | Tőrbe ejtve                 | Satellite-díj a legjobb filmnek                                                             | Jelölve  |
| 2019 | Tőrbe ejtve                 | Utah filmkritikusainak díja a legjobb eredeti forgatókönyvnek                               | Jelölve  |
| 2020 | Tőrbe ejtve                 | Ohio filmkritikusainak díja a legjobb eredeti forgatókönyvnek                               | Jelölve  |
| 2020 | Tőrbe ejtve                 | Chicago filmkritikusainak díja a legjobb eredeti forgatókönyvnek                            | Jelölve  |
| 2020 | Tőrbe ejtve                 | Houston filmkritikusainak díja a legjobb forgatókönyvnek                                    | Jelölve  |
| 2020 | Tőrbe ejtve                 | Észak-Karolina filmkritikusainak díja a legjobb eredeti forgatókönyvnek                     | Jelölve  |
| 2020 | Tőrbe ejtve                 | Chicago-i Független filmkritikusok díja a legjobb stúdió filmnek                            | Elnyerte |
| 2020 | Tőrbe ejtve                 | Chicago-i Független filmkritikusok díja a legjobb eredeti forgatókönyvnek                   | Elnyerte |
| 2020 | Tőrbe ejtve                 | Golden Globe-díj a legjobb filmmusicalnek vagy vígjátéknak                                  | Jelölve  |
| 2020 | Tőrbe ejtve                 | Az online filmkritikusok szövetségének díja a legjobb eredeti forgatókönyvnek               | Jelölve  |
| 2020 | Tőrbe ejtve                 | Austin filmkritikusainak díja a legjobb eredeti forgatókönyvnek                             | Jelölve  |
| 2020 | Tőrbe ejtve                 | A Hollywood-i kritikusok Szövetkezetének díja a legjobb forgatókönyvnek                     | Jelölve  |
| 2020 | Tőrbe ejtve                 | A női filmes újságírók díja a legjobb eredeti forgatókönyvnek                               | Jelölve  |
| 2020 | Tőrbe ejtve                 | Critics' Choice-Díj a legjobb vígjátéknak                                                   | Jelölve  |
| 2020 | Tőrbe ejtve                 | Critics' Choice-Díj a legjobb forgatókönyvnek                                               | Jelölve  |
| 2020 | Tőrbe ejtve                 | Az amerikai írók céhének díja a legjobb eredeti forgatókönyvnek                             | Jelölve  |
| 2020 | Tőrbe ejtve                 | Oscar-díj a legjobb eredeti forgatókönyvnek                                                 | Jelölve  |